# Экономический город короля Абдаллы
Экономический город короля Абдаллы (араб. مدينة الملك عبدالله الإقتصادية‎ [Мадина аль-малик Абдалла аль-иктисадия], англ. King Abdullah Economic City (KAEC)) — проект города на берегу Красного моря. О создании города было объявлено в 2005 году тогдашним королём Абдаллой ибн Абдул-Азизом. Развитие этого города должно уменьшить зависимость экономики королевства Саудовской Аравии от нефтяной промышленности.
Это был один из шести мегапроектов, объявленных в 2005 году, и единственный, который был запущен. К 2018 году газета The Financial Times писала, что город не привлек инвестиций и не стал центром логистики и производства, вопреки грандиозным планам, стоявшим за проектом. К 2018 году население города составляло 7 000 человек.

## История
Город находится примерно в часе и 20 минутах езды от Мекки, в 3 часах езды на автомобиле от  Медины и в часе лёта на самолете от всех столиц Ближнего Востока. Общая площадь застройки составляет 173 км² (66,8 кв. миль), расположен на побережье Красного моря, примерно в 100 км к северу от Джидды, торгового центра Саудовской Аравии. 
Общая стоимость города составляет около 207 миллиардов саудовских риялов, а строительством занимается компания Emaar Properties. Компания, зарегистрированная на бирже Tadawul, создана из Emaar Properties, дубайской публичной акционерной компании и одной из крупнейших в мире компаний по недвижимости, и главным инвестиционным управлением Саудовской Аравии (SAGIA), которая является главным организатором проекта.
Порт города является частью Великого шёлкового пути, который проходит от китайского побережья через Суэцкий канал в Средиземное море, а оттуда в район Триеста в Верхней Адриатике, откуда он связан с Центральной и Восточной Европой.
Этот город, наряду с еще пятью экономическими городами, является частью амбициозной программы «10х10», направленной на то, чтобы к 2010 году Саудовская Аравия вошла в десятку самых конкурентоспособных инвестиционных направлений в мире, запланированных главным инвестиционным управлением Саудовской Аравии (SAGIA). Первый этап строительства города был завершен в 2010 году, а полностью завершить его планировалось к 2020 году. Город должен был диверсифицировать экономику страны, основанную на нефти, путем привлечения прямых иностранных и внутренних инвестиций. Город также должен был обеспечить создание до миллиона рабочих мест. После завершения строительства прогнозировало население города в 2 миллиона человек. К 2018 году его население составляло всего 7 000 человек. Financial Times написала, что город послужил предупреждением для грандиозных мегапроектов в регионе, поскольку проект значительно отставал от первоначальных грандиозных предложений, стоявших за ним.